# لوکوویتس
لوکوویتس (به لاتین: Lewkowiec) یک روستا در لهستان است که در Ostrów Wielkopolski واقع شده‌است.